# Sarah Tait
Sarah Tait (ur. 23 stycznia 1983 w Perth, zm. 3 marca 2016 w Melbourne) – australijska wioślarka, wicemistrzyni olimpijska, mistrzyni świata.
Srebrna medalistka igrzysk olimpijskich w Londynie w dwójce bez sternika (razem z Kate Hornsey).

## Życie prywatne
Była żoną trenera Billa Taita z tego związku miała dwójkę dzieci córkę Leilę (ur. 2009) i syna Lucę (ur. 2013).

## Śmierć
Zmarła na raka szyjki macicy.

## Osiągnięcia
- Mistrzostwa Świata Juniorów – Zagrzeb 2000 – czwórka bez sternika – 2. miejsce[5].
- Igrzyska Olimpijskie – Ateny 2004 – ósemka – 6. miejsce[5].
- Mistrzostwa Świata – Gifu 2005 – dwójka bez sternika – 2. miejsce[5].
- Mistrzostwa Świata – Gifu 2005 – ósemka – 1. miejsce[5].
- Mistrzostwa Świata – Monachium 2007 – ósemka – 4. miejsce[5].
- Igrzyska Olimpijskie – Pekin 2008 – ósemka – 6. miejsce[5].
- Mistrzostwa Świata – Hamilton 2010 – dwójka bez sternika – 4. miejsce[5]
- Mistrzostwa Świata – Bled 2011 – dwójka bez sternika – 3. miejsce[5]
- Igrzyska Olimpijskie – Londyn 2012 – dwójka bez sternika – 2. miejsce